# 한국학교
한국학교(韓國學校, 영어: Korean school)는 대한민국 국적을 가진 해외 동포들의 자녀들을 대상으로, 주로 한국어로 교육을 하는 학교이다.

## 학교 목록

### 동남아시아
- 말레이시아한국국제학교
- 방콕한국국제학교
- 싱가포르한국국제학교
- 자카르타한국국제학교
- 프놈펜한국국제학교
- 필리핀한국국제학교

### 중화인민공화국
- 북경한국국제학교
- 상해한국학교
- 무석한국학교
- 천진한국국제학교
- 소주한국학교
- 연대한국학교
- 칭다오청운한국학교
- 대련한국국제학교
- 선양한국국제학교
- 연변한국국제학교
- 광저우한국학교

### 홍콩
- 홍콩한국국제학교

### 대만
- 까오숑한국학교
- 타이뻬이한국학교

### 일본
재일본조선인총련합회와 조선민주주의인민공화국이 지원하는 조선학교에 비해 수가 매우 적다.
- 동경한국학교
- 코리아국제학원
- 오사카백두학원 (유치원 포함)
- 오사카금강학원
- 교토국제학교
- 청구학원 쓰쿠바 중고등학교

### 이집트
- 카이로한국학교

## 러시아
- 모스크바 한국국제학교 : 현재 유치원과 초등학교 과정까지 개설되어 있다.

## 파라과이
- 파라과이 아순시온 한국학교

## 같이 보기
- 한국계 교민
- 한국문화원
- 외국인학교
- 국제학교
- 조선학교